# Eastoft
Eastoft är en ort och civil parish i Storbritannien. Den är belägen i kommunen North Lincolnshire och riksdelen England, i den sydöstra delen av landet, 240 km norr om huvudstaden London. Eastoft ligger 5 meter över havet och antalet invånare är 378.
Terrängen runt Eastoft är platt, och sluttar västerut. Runt Eastoft är det ganska tätbefolkat, med 139 invånare per kvadratkilometer. Närmaste större samhälle är Scunthorpe, 10,7 km sydost om Eastoft. Trakten runt Eastoft består till största delen av jordbruksmark.
Kustklimat råder i trakten. Årsmedeltemperaturen i trakten är 8 °C. Den varmaste månaden är juni, då medeltemperaturen är 16 °C, och den kallaste är december, med −1 °C.